# Claes-Göran Hederström
Claes-Göran Hederström (Danderyd, 20 ottobre 1945 – Norrköping, 8 novembre 2022) è stato un cantante svedese.

## Biografia
Rappresentò la Svezia all'Eurovision Song Contest 1968 con la canzone Det börjar verka kärlek, banne mej, dopo aver vinto il Melodifestivalen di quell'anno.